# Neolophonotus obtusus
Neolophonotus obtusus är en tvåvingeart som beskrevs av Hull 1967. Neolophonotus obtusus ingår i släktet Neolophonotus och familjen rovflugor. Inga underarter finns listade i Catalogue of Life.